# Hankavan
Hanqavan là một đô thị thuộc tỉnh Kotayk, Armenia. Dân số ước tính năm 2011 là 89 người.